# Post-refo
Een post-refo is een persoon die oorspronkelijk tot de bevindelijk gereformeerden behoorde. Het betreft zowel doopleden als belijdende leden die hun bevindelijk gereformeerde leven achter zich hebben gelaten.
Een post-refo komt altijd uit een reformatorisch gezin, terwijl dat voor een ex-gereformeerde niet altijd het geval hoeft te zijn. Het woord is betrekkelijk nieuw en wordt pas sinds 2012 frequent gebruikt.
Post-refo's zijn in twee groepen op te delen:
- De groep die een andere christelijke stroming vindt.
- De groep kerkverlaters die het christelijk leven achter zich laat.